# Rudolf Louis

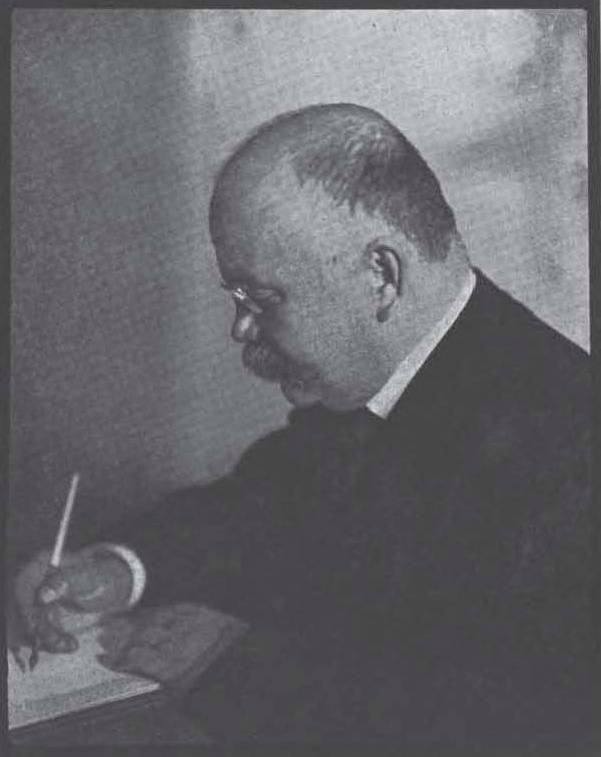
Rudolf Louis

Rudolf Louis (* 30. Januar 1870 in Schwetzingen; † 15. November 1914 in München) war ein deutscher Musiker, Musikschriftsteller und Musikkritiker.

## Leben
Louis studierte Philosophie und Musikwissenschaft in Genf und in Wien, wo er mit der Dissertation Widerspruch in der Musik zum Dr. phil. promoviert wurde. Danach nahm er dort Unterricht in Komposition bei Friedrich Klose und später im Dirigieren bei Felix Mottl in Karlsruhe. Es folgten Kapellmeistertätigkeiten in Landshut und Lübeck. 
Ab 1897 lebte er in München. Er war als Musikschriftsteller und ab 1900 als Musikkritiker für die Münchener Neuesten Nachrichten tätig.
Seine Kompositionen waren nicht erfolgreich. Gemeinsam mit Ludwig Thuille verfasste er eine Harmonielehre, die mehrere Auflagen erlebte. Dieses Lehrbuch, dessen musiktheoretischer Teil von Louis stammt, ist ein Kompromiss zwischen Hugo Riemanns Funktionstheorie und der Generalbassbezifferung. Einer seiner Schüler in München war der Komponist Wilhelm Petersen.
Er verehrte Richard Wagner und Franz Liszt. Louis offenbarte nationalistische und antisemitische Denkweisen.

## Veröffentlichungen
- Der Widerspruch in der Musik – Bausteine zu einer Ästhetik der Tonkunst auf realdialektischer Grundlage, Leipzig: Breitkopf & Härtel 1893, 115 S. archive.org
- Richard Wagner als Musikästhetiker, 1897
- Die Weltanschauung Richard Wagners, Leipzig: Breitkopf & Härtel 1898, 193 S. archive.org
- Franz Liszt, Berlin: Bondi 1900, 173 S.
- Hector Berlioz, Leipzig: Breitkopf & Härtel 1904, 207 S. archive.org
- Anton Bruckner, München: G. Müller-Verlag 1905, 233 S. archive.org
- Die deutsche Musik der Gegenwart, München: G. Müller-Verlag 1909, 324 S. archive.org
- mit Ludwig Thuille:
  - Harmonielehre, Stuttgart: Klett & Hartmann 1907. 7. Auflage (1920) auf archive.org
  - Grundriß der Harmonielehre, Stuttgart: Klett 1908
  - Aufgaben für den Unterricht in der Harmonielehre, Stuttgart 1911
  - Schlüssel zur Harmonielehre, Stuttgart 1912 [Lösungen zu den Aufgaben]

## Musikwerke
- Sinfonische Phantasie „Proteus“ (UA im Juni 1903 auf der Tonkünstler-Vers. des ADMV)